# Routelle
Routelle korábbi község (település) Franciaországban, Doubs megyében. 2015. január 1-jén Osselle községgel egyesült és Osselle-Routelle új község része lett.
Lakosainak száma 508 fő (2018. január 1.). Routelle Torpes, Velesmes-Essarts, Saint-Vit és Osselle-Routelle községekkel határos.

## Népesség
A település népessége az elmúlt években az alábbi módon változott:
| Lakosok száma | 123  | 126  | 285  | 370  | 473  | 485  | 482  | 488  | 497  | 508  |
|               | 1962 | 1968 | 1982 | 1990 | 1999 | 2008 | 2011 | 2013 | 2017 | 2018 |